# Marija Felixowna Bri-Bein
Marija Felixowna Bri-Bein (Мария Феликсовна Бри-Бейн, wiss. Transliteration Marija Feliksovna Bri-Bejn; * 2. Juni 1892 in Odessa, Russisches Kaiserreich; † 1971 oder 1968 in Moskau, RSFSR) war eine russische Malerin und Grafikerin.

## Leben
1910–1915 wurde sie bei Kyriak Kostandi in Odessa ausgebildet. 1917 nahm sie an einer Ausstellung teil. 1917–1919 war sie Mitglied der Towarischtschestwa Juschnorusskich Chudoschnikow (Товарищества южнорусских художников, ТЮРХ, Südrussische Malergenossenschaft, TJuRCh) und 1926–1932 der Assoziazia Chudoschinkow Rewoljuzii (Ассоциация художников революции, АХР, Assoziation der Maler der Revolution, AChR). 1924 war sie Schülerin bei Ilja Iwanowitsch Maschkow in Moskau. Sie schuf Agitprop-Plakate, Aquarell-Portraits und Elfenbein-Miniaturen. 1928 nahm sie an einer Ausstellung der AChR (damals AChRR) in Moskau zum zehnjährigen Bestehen der Roten Armee teil, 1932 dann an der Ausstellung zum 15-jährigen Bestehen im Moskauer Gorki-Park.